# Observatorio Fabra

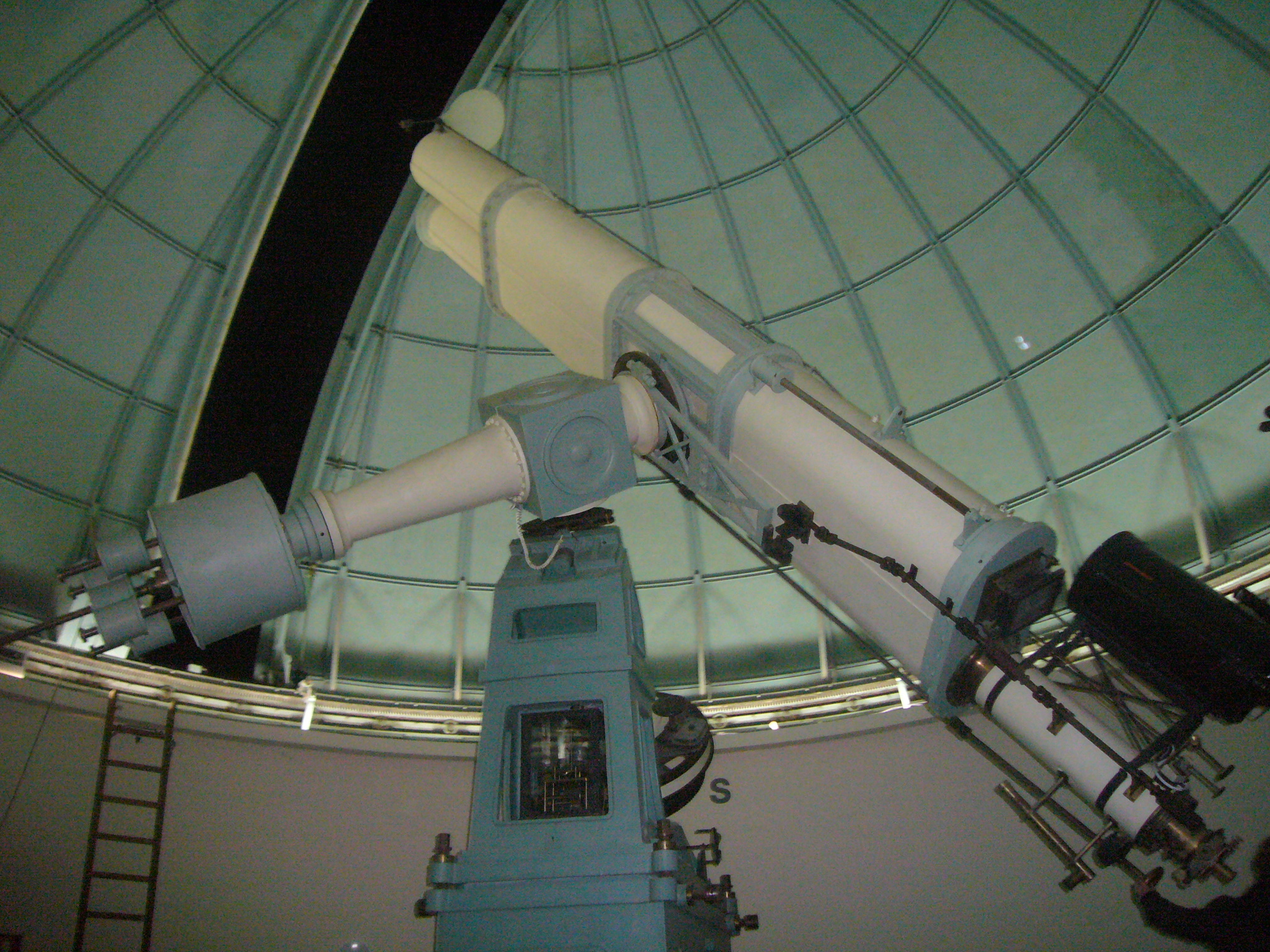
Telescopio refractor Mailhat de 38 cm de diámetro (1904)

El Observatorio Fabra (en catalán Observatori Fabra) es un observatorio astronómico situado en Barcelona, sobre un contrafuerte de la montaña del Tibidabo, encarado al sur, a 415 m s. n. m. Es propiedad de la Real Academia de Ciencias y Artes de Barcelona y debe su nombre al mecenas que hizo posible su construcción, el industrial Camil Fabra.
Su actividad científica se centra en la actualidad en el estudio de asteroides y cometas. Es el cuarto observatorio más antiguo del mundo que sigue en activo.

## Historia
En 1894 la Real Academia de Ciencias y Artes de Barcelona puso en marcha el proyecto de un nuevo observatorio astronómico situado en el Tibidabo. Pocos años antes había completado el nuevo edificio central de la Academia, situado en La Rambla y sobre el que se instalaron dos observatorios diseñados por José Joaquín de Landerer. Sin embargo, pronto se vio que los nuevos observatorios eran obsoletos casi desde el momento de su inauguración. La Academia propuso el proyecto a la Diputación de Barcelona, que lo rechazó. Entonces se inició una campaña de prensa para concienciar al público de la necesidad de una institución de investigación de este tipo y de nivel internacional.
El impulso definitivo llegó cuando, en 1901, el marqués de Alella, Camilo Fabra, industrial de prestigio y exalcalde de Barcelona, donó 250 000 pesetas a la Academia con el objetivo de hacer realidad el proyecto. En 1902 comenzaron las obras, no exentas de polémica, ya que el proyecto original de Eduard Fontserè fue revisado por José Comas y Solá, en una época de enfrentamiento entre ambos científicos. El edificio es obra del arquitecto José Doménech y Estapá y fue inaugurado el 7 de abril de 1904, con la presencia del rey Alfonso XIII. Al principio se llamó 'Observatorio del Tibidabo', pero al poco tiempo se cambió el nombre por el de 'Observatorio Fabra'.
Inicialmente el observatorio se organizó en dos secciones: la Sección Astronómica y la Sección Meteorológica y Sísmica. Comas y Solá fue nombrado director de la Sección Astronómica y también, interinamente, director de la Sección Meteorológica y Sísmica hasta que en 1912 se hizo cargo de ella Eduard Fontserè. Hasta la Guerra Civil el observatorio (que durante la Segunda República quedó integrado en el Servicio de Astronomía de Cataluña, del cual Comas y Solá fue director) disfrutó del período de mayor relevancia científica. En cuanto a la sismología, inició el estudio sistemático de la sismología catalana y pirenaica. En el aspecto meteorológico comenzó las observaciones meteorológicas diarias en octubre de 1913, en una serie ininterrumpida hasta la actualidad, incluso durante la Guerra Civil (hasta 1981 se hacía una observación diaria a las 8 de la mañana, en 1982 se pasó a 3 y finalmente a 4 observaciones diarias). En cuanto a la astronomía, se realizaron importantes observaciones entre las que cabe destacar el estudio del planeta Marte, el descubrimiento de once planetas menores y de un cometa (el 32P/Comas Solá) y el estudio de estrellas dobles y variables.
En 1937, tras la muerte de Comas y Solá, la dirección del observatorio pasó a Isidro Pólit y, posteriormente, a Joaquín Febrer. A partir de los años 40, la actividad científica se vio reducida, en parte por la falta de presupuesto y de condiciones adecuadas y en parte por la evolución de la observación astronómica, que dejó obsoletos los instrumentos del observatorio para la investigación de primer nivel. Actualmente centra su actividad de investigación astronómica en la observación de estrellas dobles y en la participación en programas internacionales centrados en el estudio y seguimiento de asteroides y cometas (coordinados por el Centro de Planetas Menores y por el Observatorio de Púlkovo. También recopila datos meteorológicos y sismológicos. Además, en la línea inaugurada por el propio Comas y Solá, en los últimos años ha recuperado el papel de centro de divulgación de la astronomía, con visitas y charlas aprovechando la doble vertiente de centro astronómico en activo y museo de historia de la astronomía.

## Instrumentación
- Instrumentos astronómicos:
  - Telescopio refractor Mailhat de 38 cm de diámetro (1904). Se trata de un instrumento doble: dispone de un objetivo visual de 6,5 m de distancia focal y de un objetivo fotográfico de 3,8 m de distancia focal con un portaplacas de 18 x 24 cm. Sigue operativo en la actualidad.
  - Círculo meridiano Mailhat de 200 mm de diámetro.
  - Cámara Baker-Nunn. Es un telescopio Schmidt de 50 cm de diámetro, diseñado para la observación fotográfica de campo amplio. Forma parte de un proyecto en colaboración con el Real Instituto y Observatorio de la Armada de San Fernando (Cádiz), para adaptar la cámara para uso con CCD y que fue instalado en el Observatorio astronómico del Montsec e inaugurado el 16 de septiembre de 2010.

- Instrumentos sísmicos:
  - Microsismógrafo Vicentini (1906). En funcionamiento.
  - Microsismógrafo Mainka (1914). En funcionamiento.
  - Sismoscopio Agamennone, para el registro de componentes vertical y horizontal (1906). Desinstalado en 1909.
  - Sismometrógrafos Agamennone i Cancani (1906), para registrar la componente horizontal. Desinstalados en 1910, pero el Agamennone ha sido restaurado recientemente.
  - 3 Sismògrafos electromagnéticos Hiller-Stuttgart (1966).

## Galería de imágenes
|                                                               |
| Telescopio círculo meridiano Mailhat con una apertura de 20cm |

|                                                                      |
| Observatorio Fabra, con la ciudad de Barcelona al fondo de la imagen |

|                         |
| Cúpula del Observatorio |

|                                  |
| Sala modernista del observatorio |